# 翟溪
翟溪，旅德钢琴家，生于山西太原，先后师从蔡妮、张崇芳、尤大淳、唐哲、约阿希姆·伏克曼（Joachim Volkmann）。

## 经历
1999年考入上海市东方行知钢琴学校，2005年考入上海音乐学院，2009年考入德国法兰克福音乐与表演艺术学院（Hochschule für Musik und Darstellende Kunst Frankfurt am Main），2015年获得德国最高表演艺术学位“音乐会钢琴家”（Konzertexamen），之后留校在乐队指挥系担任伴奏老师。
2002年在山西成功举办了数场个人独奏音乐会。2003年在上海举办的首届“TOYAMA”杯青年钢琴比赛中获第一名，2004年在香港举办的亚洲音乐比赛总决赛中，荣获钢琴少年组银奖。是德国Sparkasse银行提供的艺术文化奖学金（Artmusica）获得者。
近年来多次与国内外交响乐团合作演出，其中有山西省歌舞剧院交响乐团、浙江交响乐团、青岛海信交响乐团、深圳交响乐团、德国黑森广播交响乐团、德国波鸿交响乐团、巴德菲尔贝尔室内乐乐团等。合作的指挥家有：卞祖善、陈燮阳、傅人长、克里斯托弗·埃申巴赫（Christoph Eschenbach）、埃拉胡·冯·艾伦巴赫（Elahiu von Erlenbach）、奥利弗·利奥·施密特（Oliver Leo Schmidt）等。